# Æolisk geomorfologi
Æolisk geomorfologi er en gren af naturgeografien, der beskæftiger sig med de landskaber som vinden danner – klitter - eller er med til at præge - kaldet afblæsningsområder. I aride (tøre/nedbørfattige) områder dannes ørken, evt. med furrede og sandslebne grundfjelds fremspring.

## Æoliske landskaber i Danmark
Stort set hele Jyllands vestkyst er præget af vestenvindens huseren, og det er også her, at langt de fleste vindskabte landskaber i Danmark findes. Men hvor Nordjylland og området Blåvand-Fanø er præget af store veludviklede kystklitter, så er resten af vestkysten domineret af parabelklitter og miler.
Nordsiden af Læsø og det meste af Anholt har også udbredt klitdannelse. På Anholts østlige del ligger Ørkenen, som dog ikke er en rigtig ørken, da nedbørmængden er for stor og dermed er vegetationen også for udbredt. De klitter der findes i Ørkenen er formentlig dannet tidligt efter landskabet – strandvoldssletten - kom frem fra havet ved landhævningen efter den sidste istid, men er med tiden groet til. Under kuldeperioden 1600-1900 har der været vandreklitter og området har sandsynligvis mindet om Råbjerg Mile..
Den samme kuldeperiode har givet anledning til klitvandringer og flyvesand flere steder i landet også i Nordsjælland ved Tibirke. Og i Jylland er det lykkedes nogle klitter at vandre næsten helt ind til hovedstilstandslinien.

## Særlige æoliske landskaber i resten af verden
Tekst mangler, hjælp os med at skrive teksten